# Синтаза оксиду азоту
Синтази оксиду азоту, NO-синтази (скорочено NOS, від англ. Nitric oxide synthase) — родина ферментів, що забезпечують синтез Нітроген (II) оксиду (NO) із l-аргініну. NO відіграє роль у багатьох фізіологічних процесах, таких як регуляція скорочення гладеньких м'язів, передача нервових імпульсів, забезпечення імунної відповіді. У ссавців наявні три ізоформи NO-синтази: ендотеліальна eNOS (також NOS3), нейрональна nNOS (також NOS1) й індуцибельна iNOS (також NOS2). Перші дві конститутивно експресуються у відповідних типах клітин і активуються у разі підвищення цитоплазматичної концентрації кальцію. Синтез iNOS індукуються тільки за певних умов, проте вона є кальцій-незалежною.

## Структура ферментів
Ізоферменти NO-синтази мають від 50 до 60 % ідентичності амінокислотних послідовностей. Всі вони є гомодимерними білками із субодиницями від 125 до 160 кДа. Кожна субодиниця має два домени:
1. N-кінцевий домен, який також називають оксигеназним або гемовим, складається із приблизно 500 амінокислотних залишків і має близьку структуру у трьох ізоферментів NO-синтази. Він каталізує обидві стадії реакції деамінування аргініну, а також містить поверхню взаємодії субодиниць. Тут відбувається зв'язування субстратів: l-аргініну та кисню, а також двох простетичних груп: Fe(III)-гему і 5,6,7,8-тетрагідробіоптерину (H4B)[1].
2. C-кінцевий або редуктазний домен складається із близько 600 амінокислотних залишків і забезпечує реакцію синтезу NO електронами. Він приєднує НАДФH, а також дві простетичні групи: ФАД та ФМН, завдяки трьом нуклеотид-зв'язуючим модулям. Цей домен гомологічний до цитохром P450 редуктази[1].

## Хід реакції
Синтез оксиду азоту відбувається у дві стадії, проміжним продуктом є Nω-гідрокси-l-аргінін (NOHA). На першому етапі НАДФН приєднаний до редуктазного домену передає два електрони через ФАД та ФМН до гему оксигеназного домену іншої субодиниці, після чого відбувається реакція з киснем, продуктами якої є NOHA і вода. У другій стадії використовується тільки один електрон НАДФН (так, що для синтезу однієї молекули NO необхідно 3/2 НАДФН) і ще одна молекула кисню. Кінцевими продуктами є Нітроген (II) оксид, l-цитрулін та вода. Для проходження обидвох етапів реакції необхідна наявність H4B, що функціонує як внутрішній редокс агент. Як під час утворення NOHA, так і під час утворення NO, він спочатку окиснюється до радикальної форми (H4B•+), а потім знову відновлюється.

## Ізоформи
Три форми NO-синтази в організмі ссавців мають різні функції, особливості експресії в різних тканинах, та регулюються різним чином. Перша NO-синтаза була виділена із нейронів, тому вона має назву нейрональна, проте вона також наявна у скелетних м'язах, нейтрофілах, острівцях підшлункової залози, ендотелії, а також епітелії дихальних шляхів і травного тракту. Друга — індуцибельна — форма була виділена із макрофагів, проте може експресуватись у дуже багатьох різних типах клітин. Ендотеліальна NOS, окрім ендотеліоцитів, була виявлена також і в нейронах.

### Кальцій-залежні NO-синтази
Ендотеліальна та нейрональна форми синтази оксиду азоту експресуються конститутивно. Вони активуються кальцій-кальмодуліном, який приєднується до ділянки довжиною 30 амінокислот, що з'єднує оксигеназний та редуктазний домени субодиниць. Через кальцій-залежність ці ізоформи інколи позначають буквою c (ecNOS, ncNOS). Період активності eNOS та nNOS після стимуляції триває хвилини, eNOS також характеризується меншою у порівнянні з іншими ізоформами максильмальною швидкістю каталізу (Vmax). Ендотеліальна та нейрональна NO-синтази задіяні у таких процесах як проведення нервових імпульсів, забезпечення перистальтики та миттєва регуляція кров'яного тиску. Наприклад, такі фактори як ацетилхолін та брадикінін активують фосфоінозитидний сигнальний шлях в клітинах ендотелію, що призводить до підвищення цитоплазматичної концентрації Ca2+. Внаслідок цього відбувається активація eNOS, а утворений монооксид азоту дифундує до гладеньких м'язів та спричинює їхнє скорочення. У нейронах концентрація кальцію підвищується під час проходження нервового імпульсу, це призводить до активації nNOS. Утворений оксид азоту відповідає за незалежне від ендотелію розширення судин внаслідок нервової стимуляції гладеньких м'язів. Цей шлях необхідний для регулювання просвіту артерій мозку а також для ерекції пеніса.

### Індуцибельна NO-синтаза
На відміну від інших ізоформ iNOS не відповідає на стимуляцію кальцієм, хоча і має дві приєднані кальмодулінові субодиниці. Її експресія індукується у макрофагах та нейтрофілах, а також і в інших типах клітин (наприклад у гепатоцитах, хондроцитах, кератиноцитах, дихальному епітелії, клітинах аденокарциноми), у відповідь на стимуляцію цитокінами або/і ендотоксинами. Після цього активність може зберігатись навіть впродовж кількох днів. Головна роль NO, що продукується за таких умов, це його токсична дія на бактерії та інші патогенні організми. Збільшенню згубного ефекту оксиду азоту сприяє супероксид аніон, що продукується разом із ним, сполучаючись вони утворюють навіть більш отруйну сполуку — пероксинітрит. Цитокіни та ендотоксини можуть викликати сильне і довготривале розширення судин і брак адекватної відповіді на вазоконстриктори, такі як епінефрин. Підвищене виділення NO робить внесок у патогенез септичного шоку, ушкодження тканин, пов'язаного із запаленням, зокрема під час автоімунних захворювань.